# Literární teorie
Literární teorie je – vedle literární historie a kritiky – hlavní část literární vědy (vědy o literatuře). Zabývá se literaturou jakožto uměleckým jevem (odhlíží tedy např. od biografických, sociologických aj. aspektů umělecké tvorby) a snaží se o obecný popis jeho zákonitostí. Jde o podobor teorie umění a estetiky; z nich částečně vychází, ale jejich obecné teze aplikuje na konkrétní umělecký druh (literaturu). Její směřování a hlavní okruhy zájmů se proměňují společně s vývojem estetiky, filosofie a obecného vědního étosu. Počáteční zájem rétorický (antika) se přeměnil na filologický (středověk); literární věda jako taková se však konstituuje až v novověku, kdy se vymaňuje z poetiky, rétoriky a filologie na jedné straně a z filosofie (příp. teologie) na straně druhé. Její moderní pole zájmu je vymezeno trojúhelníkem autor (psychoanalýza, pozitivistická literární věda) – text (ruský formalismus, český a posléze francouzský strukturalismus a angloamerická nová kritika) – čtenář (recepční estetika, Kostnická škola). V současnosti jsou jejími hlavními podobory naratologie (nauka o vyprávění), genologie (nauka o žánrech), teorie intertextuality a fikčních světů, jakož i zkoumání vztahů literatury a mimo-literárních textů (váže se na teorii textu jako takovou), např. v novém historicismu.

## Funkce literatury
Umělecké literární dílo má funkci estetickou (působí na lidské city, vyvolává pocit krásna), funkci vzdělávací, poznávací (přináší nějaké informace), funkci formativní (rozvíjí vnímání, schopnost myšlení, utváří osobnost), funkci výchovnou (vede k určitým etickým hodnotám, postojům), společenskou (ovlivňuje myšlení společnosti), zábavnou, rekreační.

## Literární věda
Uměleckou literaturou se zabývá literární věda. Dělí se na tři vědní disciplíny:
Teorie literatury zkoumá podstatu literatury, její funkci estetickou, druhové formy, umělecké prostředky.
Literární historie se zabývá dějinami literatury, vývojem národních literatur, literárních epoch, směrů, spisovatelů.
Literární kritika analyzuje literární dílo.

## Forma
Základními výrazovými formami umělecké literatury jsou poezie a próza, toto rozdělení se týká pouze formální výstavby, stojí mimo dělení druhové a žánrové. Pravidlo, že poetická forma platí pro lyriku a prozaická pro epiku, neplatí v literatuře beze zbytku (viz lyrizovaná próza, veršovaná kronika...).

### Poezie
Poezie (z řeckého poiésis = tvorba) - básnická řeč "vázaná". Je psána převážně veršem, řečí rytmicky a melodicky organizovanou.
Základními stavebními jednotkami básně (báseň je označení pro formu literárního díla) jsou stopa, verš, strofa (sloka).
Stopa je nejmenší rytmická jednotka verše, je tvořená 2-3 slabikami, které se opakují v řadě veršů. Novočeská poezie je sylabotónická, verše mají pravidelný počet slabik a slovních přízvuků. Trojslabičná stopa je daktyl (přízvučná, nepřízvučná, nepřízvučná), dvojslabičné jsou trochej (přízvučná, nepřízvučná) a jamb (nepřízvučná, přízvučná).
Verš je rytmický výsek projevu složený ze stop, z hlediska struktury je to jeden řádek básně. Verš nemusí být syntaktickou jednotkou, může vznikat napětí mezi hranicí verše a hranicí věty, jedná se o syntaktický přesah - enjambement (ty krásné oči, co tak hořívaly / tou něžnou září, co teď hasne v nich).
Strofy (sloky) jsou graficky ohraničené skupiny veršů. Jsou to uzavřené významové, rytmické, syntaktické a intonační básnické jednotky, jsou nejčastěji čtyřveršové.
Typy strof: strofa sapfická, tercina, ritornel, stance, siciliána, strofa oněginská.
Ustálené druhy verše: hexametr, oktosylab (osmislabičný rýmovaný verš trochejského nebo jambického spádu, je typický pro staročeskou poezii), dekasylab (desetislabičný nerýmovaný verš založený na trocheji, je typický pro jihoslovanskou lidovou epiku) , blankvers, alexandrin.

### Próza
Próza (z latinského prósa orátio = řeč stále postupující) není dělená na verše, je to "řeč nevázaná", nepodléhá zákonům rytmu.
Základními stavebními jednotkami jsou slova, věty, dále se člení na řádek, odstavec, kapitolu, díl, knihu, cyklus (skupina příběhů, mezi kterými je jistá souvislost, většinou mají společné postavy, např. romány H. Balzaca).

## Literární druhy
Literární umělecká díla se dělí na tři základní druhy: lyriku, epiku a drama. Toto členění vychází z obecných, zpravidla estetických principů a používá se proto nadčasových kategorií. Nověji je možné díla dělit také na poezii, prózu a drama.

### Lyrika
Lyrika (z řeckého lyrika melé = lyrou doprovázené verše) nemá děj, vyjadřuje pocity, nálady, dojmy, myšlenky a úvahy autora nebo lyrického subjektu (hrdiny). Rozlišujeme lyriku: přírodní, sociální, politickou, milostnou, reflexivní apod.

### Epika
Epika (z řeckého epikos = výpravný, dějový) je založená na dějovosti, vyprávění příběhu, příběh je rozvíjen vypravěčem (řeč autorská) a promluvou postav v určitém prostředí, čase a příčinných vztazích. Nositelem vyprávění je vypravěč. Nejběžnější současnou formou je próza, ale nejstarší dochovaná epická díla jsou většinou psaná veršem. Podle rozsahu se dělí epika na velkou, střední a malou.

### Drama
Drama (z řeckého δραν = dělání, čin) je tvořeno jazykovými promluvami, jednáním postav, scénickými a režijními poznámkami. Je určeno ke scénickému provedení, typickým znakem je dialogičnost, využívá také monologu. Hra se dělí na dějství (jednání), scény (výměna jednajících osob) a výstupy (změna počtu osob).

## Literární žánry
Literární druhy se dělí na žánry (útvary). Je to označení pro skupiny literárních děl, které se vyznačují určitými společnými literárními znaky, a to zejména kompozičními, tematickými nebo formovými.

### Lyrické
- Píseň
- Elegie
- Žalm
- Óda
- Hymnus
- Epitaf
- Blues
- Pásmo
- Epigram
- Kaligram
- Sonet
- Rispet
- Italská balada (balata)
- Francouzská balada (villonská)
- Dithyramb
- Satira
- Tencóna
- Madrigal
- Sestina
- Rondel

### Epické
Velká epika
- Epos
- Epopej
- Román
- Kronika

Střední epika
- Povídka
- Novela
- Legenda (stojí na pomezí mezi velkou a střední)
- Romaneto
- Pohádka
- Pověst
- Báje (mýty)

Malá epika
- Anekdota
- Bajka
- Hádanka
- Příběh

### Lyrickoepické
- Balada
- Romance
- Poema
- Moderní epos - báseň většího rozsahu, přímo nebo nepřímo se uplatňují názory básníka, osobní postoje

### Dramatické
- Tragédie
- Komedie
- Činohra
- Fraška
- Tragikomedie
- Opera
- Opereta
- Revue - žánr s uvolněnou dramatickou stavbou, sled samostatných scénických výstupů.Významnou funkci sehrávají dialogy a hudební, pěvecké, taneční, akrobatické výstupy (J. Voskovec, J. Werich) [6]
- Muzikál
- Melodram

Na rozhraní mezi beletrií, odbornou literaturou a publicistikou stojí cestopis, reportáž, románová biografie, fejeton.

## Výstavba literárního díla
Strukturu literárního díla tvoří všechny umělecké prostředky, které se na něm podílejí. Mezi základní složky patří jazyk, tematika a kompozice.

### Jazykové prostředky
Na jazykové výstavbě literárního díla se podílí výběr slov a kombinace slov. Výběr a využití jazykových prostředků se nazývá jazykový styl. Každý mluvčí má svůj idiolekt, tj. vlastní osobitou mluvu, která většinou zahrnuje prvky z různých vrstev jazyka. Různé styly vyjadřování jsou předmětem stylistiky.
Prostředky uměleckých textů vycházejí z celého národního jazyka, základem je spisovný jazyk (výrazy knižní, hovorové), využívá se také nespisovný jazyk (profesní mluva, slang, argot, dialektismy, obecná čeština, vulgarismy), podle aktuální funkce v díle jsou využívány archaismy, historismy, neologismy, termíny, synonyma, cizí slova, poetismy - básnické výrazy, které mají stálou stylovou hodnotu a plní estetickou funkci (luna - měsíc, vesna - jaro), expresiva.
Umělecká literatura má především funkci estetickou, důležitou úlohu hrají pojmenování, sem patří tropy a figury.

#### Tropy
Metafora
- Personifikace
- Animizace - přenášení vlastnosti a činnosti zvířat na věci neživé
- Synestezie
- Katachreze - použití slova v nenáležitém významu (opírá se o pramen) [8]
- Epiteton
- Oxymóron
- Přirovnání

Metonymie
- Synekdocha
- Hyperbola
- Eufemismus
- Dysfemismus
- Ironie
- Litotes - opak hyperboly, zmírnění výroku (není zrovna hloupý) [9]
- Perifráze
- Symbol - znak zastupuje pojem, představu, která slouží k označení abstraktního pojmu (srdce = symbol lásky)

#### Figury

##### Figury vzniklé hromaděním hlásek
- Aliterace
- Onomatopoie
- Paronomázie
- Figura etymologica - spojení slov se stejnou etymologickou derivací (tma tmoucí, kniha knih) [10]
- Kalambúr
- Asonance - hromadění podobných hlásek na konci slov – vokálů
- Konsonance - hromadění podobných hlásek na konci slov – konsonant [11]

##### Figury vzniklé hromaděním slov
- Epizeuxis
- Anafora
- Epifora
- Epanastrofa
- Enumerace - výčet, vyjmenování řady věcí (I tys poznal žalost, smutek, stesk a lásku.)

##### Figury vzniklé hromaděním struktur
- Paralelismus
- Chiasmus

##### Figury vzniklé hromaděním významů
- Pleonasmus
- Tautologie
- Amplifikace
- Gradace (klimax)
- Antiklimax

##### Syntaktické figury
- Polysendeton
- Asyndeton
- Hendiadis
- Parenteze
- Zeugma
- Elipsa
- Apoziopeze
- Osamostatněný větný člen - zvýraznění určité části výpovědi (Do Prahy, tam jezdím rád.) [12]
- Anakolut

##### Řečnické figury
- Řečnická otázka
- Řečnická odpověď - následuje po řečnické otázce, přináší neočekávanou odpověď (Co je radost v zlaté síni? V purpur přioděná lež. V. Hálek) [13]
- Apostrofa
- Apoziopeze
- Antiteze
- Exklamace - citově vzrušené zvolání (Jaká krása!)

### Tematická výstavba

#### Titul
Titul (z latinského titulus = nápis, návěští, jméno) - úvodní samostatná část literárního díla jmenné nebo větné povahy, která slouží jako jeho označení (Temno). Vedle své funkce pojmenovací přináší první informace o knize, označuje žánr díla (52 hořkých balad věčného studenta Roberta Davida), téma (Rok na vsi), hlavní postavu (Romeo a Julie), nese motiv symbolický (Němá barikáda), motivický (Žert), kompoziční (Obrázky z Čech) aj. Rukopisná díla původně neměla titul, nahrazoval ho incipit (zvýrazněná počáteční slova textu), v renesanci a baroku byly obvyklé velmi dlouhé popisné tituly, později vysvětlující dovětky.

#### Látka
Část skutečnosti, kterou si autor vybral k uměleckému zpracování (osoba, událost, děj). Látka se rozlišuje na námět (jakýkoliv jev, věc, situace, děj aj.) převzatý ze skutečnosti, který si autor vybral k uměleckému zpracování, a předlohu (námět v literatuře již dříve zpracovaný, např. Plautova hra Komedie o hrnci byla předlohou pro Moliérova Lakomce)‏. Úpravou uměleckého díla či jeho části vzniká parafráze, popř. variace, která je obsahově i formálně volnější. Adaptace je buď převedení literárního díla do podoby divadelní hry, filmu, televizní inscenace, nebo přizpůsobení textu jinému okruhu čtenářů než autor původně zamýšlel, např. dětem.

#### Motiv
Motiv (z latinského mótívus = uvádějící v pohyb) je základní, nejjednodušší tematická jednotka díla, významová jednotka, nejmenší celistvost podávající věcnou informaci o situaci, určuje směřování díla. Rozlišují se motivy hlavní, vedlejší, dynamické (vnášejí do děje pohyb), statické (děj zastavují - popis předmětu, líčení přírody, lyrika), volné (nesouvisejí přímo s tématem), signální (navozují atmosféru, objevují se v expozici textu jako předzvěst důležitého tématu, např. padající mrtvé listy ze stromu – smrt člověka). Leitmotiv (z německého. leiten = vést) je opakující se dominantní motiv. Někdy má klíčovou funkci pro interpretaci literárního díla, jindy pouze ilustrační funkci.

#### Téma
Téma (z řeckého thema = položka, to, "co je položeno" do popředí) je vše, o čem dílo jako celek vypovídá, obsahová a myšlenková stránka, ukazuje autorův pohled na skutečnost. Existuje téma hlavní (o čem dílo jako celek vypovídá), dílčí (realizuje se v kontextu hlavního tématu, rozvíjí a konkretizuje hlavní téma).

#### Vypravěč
Vypravěč je prostředník mezi obsahem sdělení a čtenářem, je to fiktivní subjekt a nelze ho pokládat za interpreta autorových vlastních názorů a postojů. Vypravěč má především narativní funkci, plní také funkci komunikativní, vyskytuje se jen v epice. Hranice mezi jednotlivými vypravěčskými typy jsou otevřené, v jednom díle se mohou objevovat kombinace několika vypravěčských postupů.
Autorský postoj - se do díla promítá tím, jak autor hodnotí skutečnost. Podle vztahu ke skutečnosti se může jednat o postoj humoristický, satirický, idylický, parodický aj.

#### Postava
Postava Je narativní konstrukt, je v příběhu buď přímo jednající subjekt, nebo objekt (neschopnost jednat). Postavy se uplatňují v epice a dramatu, v lyrice je obdobou postavy lyrický subjekt. Postavy je možné dělit na kladné, neutrální, kontroverzní, záporné, historické, fiktivní, hlavní, vedlejší, epizodní, plošné, plastické, zvířecí. Autor může postavu idealizovat, karikovat, typizovat, individualizovat.
Literární typ - postava, která je nositelkou vlastností typických pro určitou skupinu lidí (např. Don Quijote, Harpagon, Josef Švejk).
Způsob vyprávění
Pásmo vypravěče
Je tvořeno promluvou vypravěče, tzv. autorskou řečí, nejčastěji er-formou (3. singuláru, objektivizace), dále ich-formou (1. osoba singuláru i plurálu, subjektivizace), du-formou (2. osoba singuláru i plurálu, směřuje k adresnosti - dialog, dopis, drama). Pásmo vypravěče je nezbytné, zprostředkovává čtenáři informace o dění v pásmu postav. Zřetelněji se zde vyjevuje přítomnost autorského subjektu v textu.
Typy vypravěče
- Vypravěč vševědoucí

Stojí nad příběhem, je plně informovaným pozorovatelem, převažuje er-forma. Popisuje děj i postavy z vnější i vnitřní perspektivy. Zná motivace jednání postav, dokáže se vracet do minulosti i předjímat budoucnost, je všudypřítomný. Promluva vypravěče bývá odlišena do promluv postav nejčastěji přímou řečí.
- Vypravěč personální

Podává dění jako jedna z postav nebo více postav, které se v ději střídají, ostatní postavy jsou líčeny je z vnější perspektivy, do detailu ví vše jen o jedné postavě, na kterou se soustřeďuje. V moderní epice se může perspektiva vyprávění několikrát změnit, násobí se tak pohled na určitou situaci. Převažuje subjektivizovaná er-forma s častým využitím vnitřního monologu vyjadřovaného nevlastní přímou řečí nebo polopřímou řečí.
- Vypravěč přímý

Jedna z postav, která děj prožívá a zároveň o něm vypráví. Nemá možnost popisovat sebe zvenčí, ostatní postavy popisuje jenom zvenčí. Může mít mnoho podob, je současně vypravěčem, hrdinou i svědkem. Převažuje ich-forma, tíhne k vnitřnímu monologu.
- Vypravěč "oko kamery"

Zaměřuje se na vnější popis prostředí, postav a jejich chování, zaznamenání dialogu postav. Pouze registruje dění bez významových souvislost, používá se er-forma. Pásmo postav je minimalizováno.
Pásmo postav
Je tvořeno promluvami řeči postav, která má podobu dialogu, monologu nebo vnitřního monologu  (je monologická promluva nepronesená, zachycující myšlenkový a především citový vnitřní svět postavy v určitém okamžiku). Jazykově se realizuje ve formě řeči přímé nebo nepřímé. Promluvy jsou vedeny často v čase přítomném, reminiscenční pasáže v čase minulém. Přímá řeč slouží také k charakteristice postav, dialog posouvá děj. Řeč vypravěče a řeč postav mohou být zřetelně odlišeny, ale mohou se i prostupovat.
Formy podání řeči
- Přímá řeč reprodukuje projev určité postavy, je uvozena větou a odlišena graficky uvozovkami. (Řekl potichu a jakoby nerad: „Dokončil jsem svou práci.“)
- Nevlastní přímá řeč je obdobná řeči přímé, ale je reprodukovaná vypravěčem. Užívá se ve vnitřním monologu nebo místo klasické přímé řeči pronesené nahlas. Jde o přímou řeč postavy bez uvozovek.(Dokončil jsem svou práci, najednou se slyším, jak to říkám, potichu a jakoby nerad, dokončil jsem svou práci…).
- Polopřímá řeč je přechodný jev, který spojuje kontext postav s kontextem autorským. Z hlediska funkce patří do řeči postav, ale po stránce formální se včleňuje do řeči autorské tím, že není oddělena graficky a využívá 3. osoby. Přesně reprodukuje řeč postavy a zachovává její charakteristické rysy. Většinou se užívá ve vnitřním monologu postavy. Jde o přesné převedení přímé řeči do třetí osoby. Někdy však využívá čas minulý, jindy všechny tři slovesné časy. (Svou práci dokončil, ale říkal nám to potichu a jakoby nerad…)
- Nepřímá řeč patří do promluvového pásma vypravěče, využívá hlavně 3.os. a minulý čas. I do řeči nepřímé však mohou pronikat různé znaky pásma postav, zvláště signály jazykové; tak vzniká subjektivizovaná nepřímá řeč, pouze syntakticky začleněná do řeči vypravěče. (Potichu a jakoby nerad řekl, že svou práci dokončil.)
- Smíšená řeč, ve které jsou (v méně koncentrované podobě než v řeči polopřímé) roztroušeny jednotlivé signály pásma postav uvnitř pásma vypravěče, je oblíbená v současné próze.

#### Děj
Souhrn akcí, které v díle probíhají, vše, co se v díle odehrává. V rámci děje můžeme rozlišit fabuli (z lat. fabula = vyprávění, příběh, bajka) je dějové schéma literární látky v příčinném sledu, souhrn jednotlivých událostí a syžet (z fr. sujet = námět, látka) je konkrétní uspořádání fabule, uspořádání jednotlivých výjevů, výběr postav, prostředí apod. Může existovat jedna či více dějových linií. Podstatným znakem je konflikt; dalšími znaky jsou poutavost, soustředěnost a napětí.
Klasický model uceleného dramatického příběhu: expozice (seznámení s postavami, prostředím a okolnostmi), kolize - zápletka (situace se změní novou událostí), krize (rozvoj děje, vyvrcholení), peripetie (retardační momenty, obrat naznačující opačné rozuzlení), katastrofa (rozuzlení).

#### Prostředí
Jedná se o fiktivní prostředí, které je tvořené jazykovými a tematickými prvky slovesné struktury. Kromě místa, ve kterém se děj odehrává, zahrnuje i vztahy mezi místy a postavami. Literární postavy bývají úzce spjaty se svým prostředím, jsou jím formovány. Zobrazení prostředí může přinášet informace o charakteru postav. Fiktivní prostor literárního díla se může členit na více podprostorů, mezi nimiž jsou různé vztahy. Místa mohou být geograficky určená, imaginární, typizovaná, symbolická. Popis prostoru může být objektivní, subjektivní. V epice je častý prostor migrační, reálný a fantaskní.

### Kompoziční výstavba
Kompozice (z latinského slova componere = skládat.) je to způsob, jakým jsou v díle uspořádány a spojeny tematické a jazykové složky literárního díla z hlediska logiky, času a prostoru. Slouží k účinnému vyjádření obsahu, charakteru a smyslu díla, stává se stěžejním prostředkem realizace autorova uměleckého záměru. Důležité části díla tvoří začátek a závěr. Začátek díla může být buď náhlý, nebo pozvolný, konec otevřený, nebo uzavřený. Zvláštní způsob zakončení tvoří pointa, tj. vyvrcholení děje obvykle nečekaným způsobem. Rozsáhlé dílo se dělí na kapitoly, mezi nimiž bývá přechod buď volný, nebo těsný.

##### Kompoziční princip (vnitřní kompozice)
Je jednotící prvek ve vnitřní výstavbě literárního díla. Literární dílo může být založeno na jednom, ale i na více kompozičních principech. Projevuje se i na úrovni jazykové a tematické.
- Repetiční (z lat. repetitio = opakování) je založený na opakování určitého textu v různých souvislostech, například refrén.
- Variační ( z lat. variatio = obměna) stejné téma se ztvárňuje v rámci jednoho díla různým způsobem.
- Kontrastní (z lat. contrastare = dávat do protikladu) je založen na využití protikladných prvků.
- Konvergentní (z lat. convergere = sbíhat se) se zakládá na sbíhavosti dějových linií (ale i dílčích motivů, literárních postav), ty pak vyústí do jednoho společného bodu. Původně zdánlivě nesouvisející děje se v určitém úseku protnou a propojí.
- Klimaxový (z řec. klimax = žebřík) je založený na stupňování na úrovni tematické i jazykové výstavby díla.
- Antiklimaxový (z řec. anti = proti, klimax = žebřík) je opakem klimaxového principu, jeho podstatou je výrazové či významové zeslabování.

##### Kompoziční postup (vnější kompozice)
Kompoziční postup (vnější kompozice):
- Chronologická kompozice (z řec. chronos = čas, logos = slovo) – jedná se o nejčastější typ, děj se vyvíjí podle přirozené časové posloupnosti. Obdobou je kompozice kronikářská, která bývá volnější, uplatňuje se v ní tzv. cyklický čas, a deníková, ve které jde o posloupnost každodenních událostí.
- Retrospektivní kompozice (z lat. retró = zpět, spectáre = dívat se) – přirozená časová posloupnost je obrácená, postupuje se od následků k příčinám, událost je zpětně rekonstruovaná. Retrospektiva je často použita jako doplněk chronologického postupu.
- Rámcová kompozice – do úvodního příběhu, který tvoří obsahové i formální zarámování, se vkládá několik ucelených příběhů.
- Paralelní kompozice (z řec. parallélos = rovnoběžný) -- se zakládá na rozvíjení dvou nebo více dějových linií, a to buď rozvíjených samostatně, nebo se dříve či později vzájemně prostupujících.
- Řetězová kompozice - na jednu událost navazují události nové, vztahy mezi nimi bývají uvolněné, někdy bývají spojeny pouze hlavním hrdinou.
- Stupňovitá kompozice - je obdobná kompozici řetězové, ale rozdíl je v tom, že každý následující stupeň se liší od předchozího stupně kvalitativně i kvantitativně.
- Roztříštěná kompozice – časové roviny a někdy i vypravěči se prolínají, mizí integrující vypravěč, mění se vypravěčské perspektivy, objevují se stylizované autentické zpovědi.
- Kompozice proudu vědomí – je rušeno pravidlo kauzality, chronologie i retrospekce se v textech vyskytuje, celek je však zdánlivě chaotický jako obraz autorova vědomí i podvědomí. Děj je řazen pomocí asociací, používá se vnitřního monologu, převažuje jediný, scelující autorský přístup.
- Epizodická kompozice (z řec. epeisodis = vložený) – samostatné příběhy jsou spojené jednajícími postavami.
- Aditivní kompozice (z lat. additio = přidávání, sčítání) - spočívá v postupném připojování dějově příbuzných úseků (scén, literárních postav aj.).